# Python Lee Jackson
Python Lee Jackson was een Australische rockband uit Sydney.

## Bezetting
- David Montgomery (drums, 1965-1968, 1968-1969, 1972)
- Mick Liber (gitaar, 1965-1967, 1968-1969, 1972)
- Roy James (basgitaar, 1965-1966)
- Frank Kennington (zang, 1965-1966)
- Bob Brady (zang, 1966)
- Lloyd Hardy (alias "Cadillac" Lloyd Hudson, Virgil East) (basgitaar, 1966, 1967)
- David Bentley (keyboards, zang, 1966, 1968-1969, 1972)
- Malcolm McGee (zang, 1966-1968)
- Bob Welsh (piano, keyboards, 1966-1967)

- Duncan McGuire (basgitaar, 1966-1967)
- Dave MacTaggart (basgitaar, 1967-1968)
- Bernie McGann (saxofoon, 1967-1968)
- Laurie Arthur (gitaar, 1967-1968)
- John Helman (basgitaar, 1968-1969)
- Jamie Byrne (basgitaar, 1969)
- Gary Boyle (gitaar, 1972)
- Tony Cahill (basgitaar, 1972)
- Chris Belshaw (basgitaar, 1972)

## Geschiedenis
Python Lee Jackson werd opgericht in december 1965 in Sydney door de twee Britse muzikanten Frank Kennington en Mick Liber, en de Canadees David Montgomery. Liber en Kennington waren ex-leden van The Denvermen, een instrumentale surfsoundband uit Sydney midden 1965, en werkten mee aan diens single I Can Tell.
Python Lee Jackson speelde in het undergroundcircuit. Begin 1966 werd Kennington uitgewezen naar het Verenigd Koninkrijk, en de vroegere zanger Bob Brady van The Missing Links oriënteerde zich al enkele maanden voordat Liber en Montgomery een nieuwe bezetting vormden. In maart 1966 verliet David Bentley Jeff St. John & the Id om zich te voegen bij zijn oude bandmaat Montgomery, naast Liber, samen met ex-Unit 4-bassist Lloyd Hardy. In juni voegde het kwartet Malcolm McGee (ex-Wild Cherries) toe en opende Rhubarb's club in Sydney.
In september 1966 verliet Bentley de band en werd vervangen door Bob Welsh. De band bracht de eerste single Emergency Ward (november 1966) uit, met als B-kant een coverversie van Who Do You Love van Bo Diddley. Sommige bronnen noemden Emergency Ward een single van de plaatselijke deejay Ward Austin met Python Lee Jackson als zijn achtergrondband. Hun tweede single was een cover van Um, Um, Um, Um, Um, Um van Major Lance, met als B-kant Big City Lights (december 1966).
Eind 1966 werd Hardy voor drie weken vervangen door Duncan McGuire van Doug Parkinsons band The Questions. McGuire verscheen bij de versie van Hold On, I'm Coming van Sam & Dave, met als B-kant Your Mother Should Have Warned You, voordat Hardy (nu Virgil East) terugkeerde voor de eerste trip van de band naar Melbourne in maart 1967. Net als zijn voorganger werd de nieuwe single een bescheiden hit. In Melbourne trad de band samen met meerdere bands van 17 tot 19 maart elke nacht op in de nachtclub Catcher. De band kwam terug voor een langer verblijf, van 30 maart tot 16 april.
In april 1967 verving Dave MacTaggart van The Black Pearls Virgil East. Op 11 juni verscheen de band bij Opus-TV met The Loved Ones en Ray Hoff & the Off Beats. De nieuwe bezetting bracht in augustus de laatste Australische single It's a Wonder uit, met als B-kant I Keep Forgetting, voordat Welsh vertrok en vervangen werd door Bernie McGann. Enkele maanden later vertrok Liber en werkte hij met Billy Thorpe en de band The Noyes van Gulliver Smith. East voegde zich weer bij het volgende project van Jeff St. John: Yama. Libers vervanger werd Laurie Arthur van The Strangers. Python Lee Jackson ging door met concerten, trad op in de clubs Sebastians en Berties in Melbourne, tot aan hun ontbinding in januari 1968.
McGee voegde zich dan bij het zangtrio The Virgil Brothers met Rob Lovett (ex-Loved Ones) en Mick Hadley (ex-Purple Hearts). McGee nam twee singles op met The Virgil Brothers, inclusief hun Australische hit Temptation 'Bout to Get Me, maar hij verliet de band nadat deze eind 1969 verhuisden naar het Verenigd Koninkrijk en werd vervangen door Danny Robinson (ex-Wild Cherries). McGee speelde later met McGuire in Rush. MacTaggart voegde zich samen met Liber korte tijd bij de band van Billy Thorpe. Montgomery trad samen met David Bentley toe tot het David Bentley Trio.

## Heroprichting
Python Lee Jackson werd in oktober 1968 door Bentley, Liber en Montgomery heropgericht in het Verenigd Koninkrijk. John Helman (ex-Levi Smith Clefs, ex-Jeff St. John & the Id) voegde zich bij hen. Ze speelden onder andere in de Vesuvio Club. Begin 1969 traden ze op in het Arts Lab voor meerdere maanden, waar ze werden gespot door deejay John Peel. In april 1969 voegde Jamie Byrne (ex-The Groove) zich bij de band. Ze namen drie nummers op in de studio, met Rod Stewart als gastzanger.
Stewart werd binnengehaald om drie nummers te zingen nadat Bentley te kennen had gegeven dat zijn eigen stem niet goed genoeg was. Ze werden opgenomen met Peel die In a Broken Dream produceerde. Twee andere nummers, Doin' Fine (een versie van Cloud Nine) en The Blues, werden niet uitgebracht vóór 1970, toen Miki Dallon het nummer herproduceerde voor Youngblood Records en het uitbracht, na de mastertapes te hebben gekocht van John Peel. De single werd geen succes bij zijn eerste publicatie, maar Dallon bracht hem opnieuw uit in augustus 1972 om samen te vallen met het uitbrengen van You Wear It Well van Rod Stewart, zijn tweede solosingle. In a Broken Dream haalde de Britse singlehitlijst (#3) en de Amerikaanse Billboard Hot 100 (#56).
Na de opnamen van de songs met Rod Stewart trad de band sporadisch live op, en het magazine Time Out kondigde een show aan in de Bottleneck Club in de Railway Tavern in Stratford op 28 juni 1969. De band was niet actief van 1969 tot 1972, tijdens welke periode de bandleden verschillende projecten verkenden.
In 1972 namen Bentley, Liber en Montgomery nummers op met de nieuwe bandleden Gary Boyle en Tony Cahill (ex-The Easybeats). Deze nummers verschenen later op het enige album van de band naast de vroege opnamen met Rod Stewart uit 1969. Dit resulteerde in het uitbrengen van de song en de daaropvolgende planning. De song werd populair in Europa en verscheen op de soundtrack van films en documentaires (inclusief de film Breaking the Waves) en werd veel gecoverd. Rod Stewart voegde de song toe aan twee bloemlezingen van eerder opgenomen werk. In 1966 bracht de Britse band Thunder een krachtige interpretatie uit, die het voor de tweede keer in de Britse hitlijst bracht. In 2004 verscheen een cover van de song op Relations, opgenomen door de Britse zangeres Kathryn Williams. In 2009 bracht Half A Cow Sweet Consolation uit, een bloemlezing van 24 nummers van het werk van de band. Met de bedoeling een definitieve collectie uit te brengen, bevatte deze echter niet In A Broken Dream, omdat de producenten de vereiste vergunningen niet konden krijgen die nodig waren om hun beroemdste song te kunnen opnemen. Cahill werd vervangen door Chris Belshaw, voordat de band werd ontbonden.
Na het uiteenvallen van de band wilde Montgomery korte tijd drummen voor de Amerikaanse band King Harvest. Om een samenwerking te bespreken wilde hij Brian Jones ontmoeten op de dag van diens overlijden.